# Triadica sebifera
Triadica sebifera (L.) Small, conosciuta anche come albero del sego o albero del sapone, è una pianta appartenente alla famiglia delle Euphorbiaceae originaria dell'Asia orientale.
I semi (come anche quelli di Triadica cochinchinensis) sono la fonte di un olio siccativo utilizzato in pitture e vernici. Il rivestimento grasso dei semi, utilizzato per la fabbricazione di candele e saponi, è analogo al sego di origine animale; da qui il suo nome comune. È rilevante per la produzione di biodiesel perché è la terza coltura di olio vegetale più produttiva al mondo, dopo le alghe e la palma da olio. Si ritiene che la linfa della pianta e le foglie siano tossiche e che le foglie in decomposizione della pianta siano tossiche per altre specie di piante.

## Descrizione

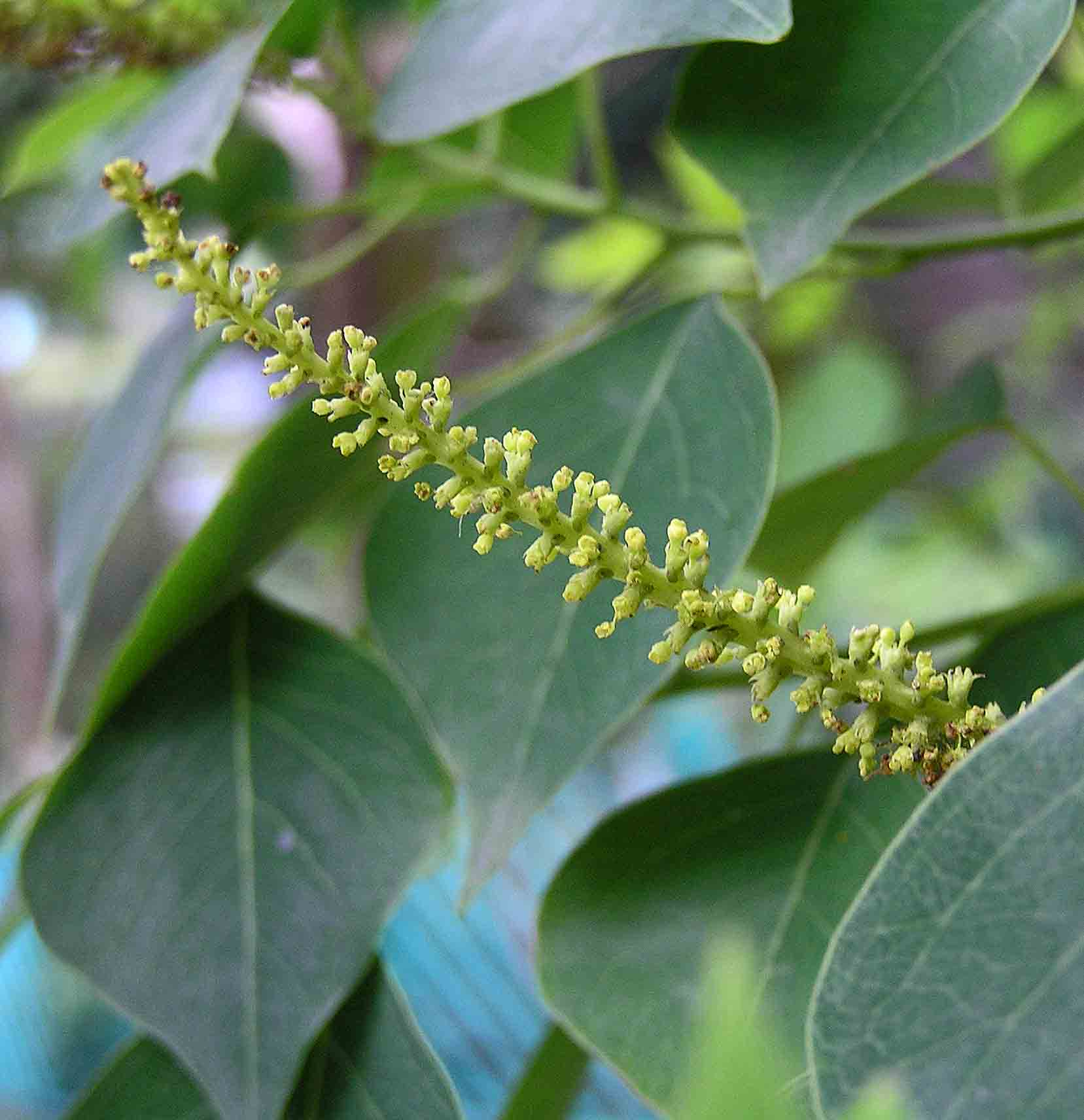
Fiore di T. sebifera

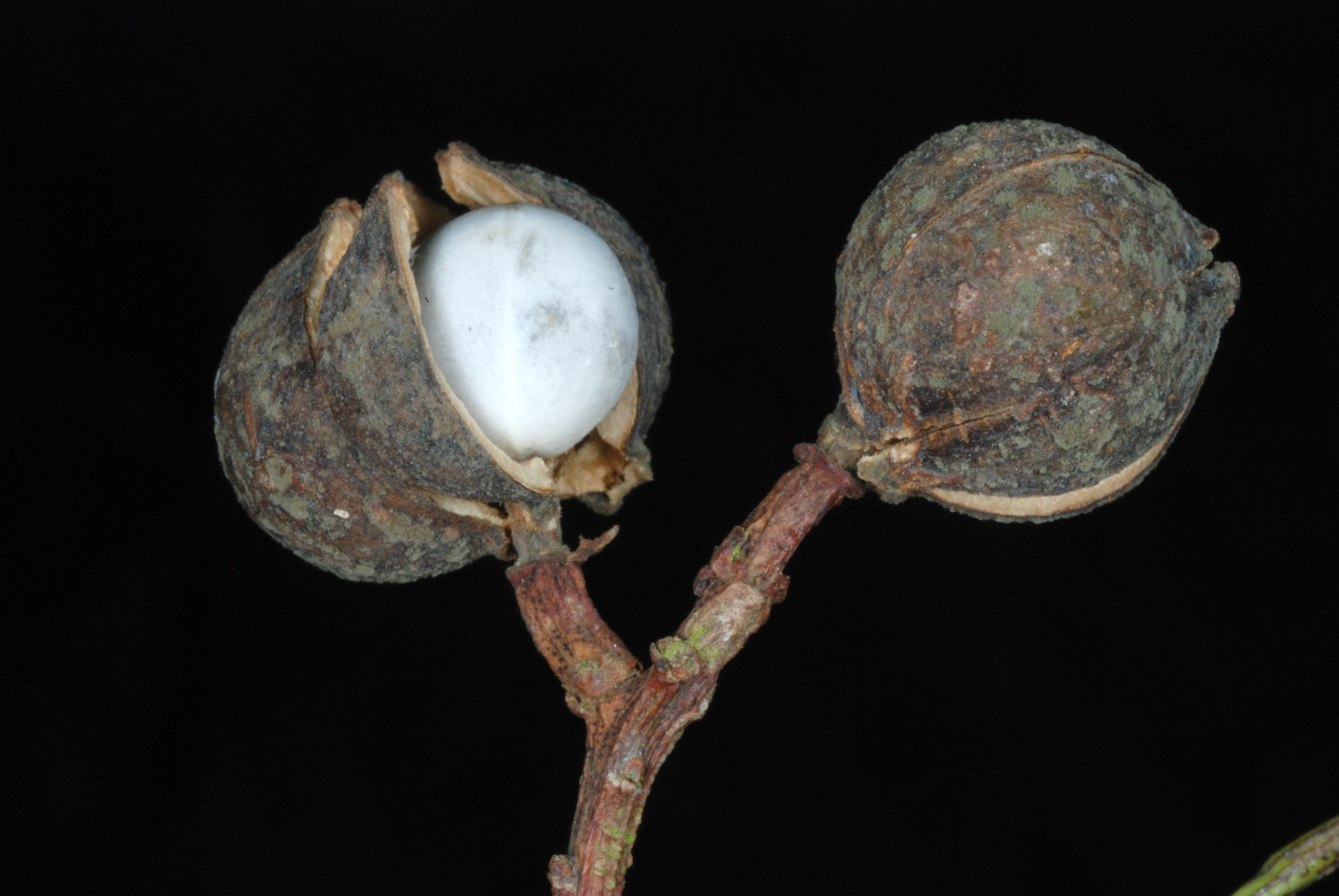
Frutti di T. sebifera

Le foglie semplici e decidue di questo albero sono alterne, di forma larga da rombica a ovale, con bordi lisci, a forma di cuore e talvolta con una coda allungata, spesso simili a quelle del Ficus religiosa. Le foglie sono di colore verde brillante e leggermente più chiare nella parte inferiore. In autunno assumono tonalità brillanti di giallo, arancione, viola e rosso. La specie è monoica e produce fiori maschili e femminili sulla stessa pianta.
Le foglie verde ceroso mettono in risalto i grappoli di fiori giallo-verdastri e bianchi al momento della fioritura. I fiori si presentano in infiorescenze terminali a forma di spiga lunghe fino a 20 cm. Ogni fiore femminile è solitario e ha un ovario trilobato, tre stili e nessun petalo. Si trovano sui rami corti alla base della spiga. I fiori maschili si trovano in grappoli nei nodi superiori dell'infiorescenza.
I frutti sono capsule trilobate e a tre valve. Man mano che le capsule maturano, il loro colore cambia dal verde al marrone-nero. Le pareti della capsula cadono e rilasciano tre semi globosi, circa 12 mm di diametro e del peso di circa 0,15 g con una copertura bianca contenente sego. Solitamente i semi restano appesi alle piante per diverse settimane. In Nord America, i fiori maturano solitamente da aprile a giugno, mentre i frutti da settembre a ottobre.

## Distribuzione e habitat
T. sebifera è originaria della Cina, probabilmente originariamente nella zona dello Zhejiang. La coltivazione dell'albero potrebbe essere iniziata nel VII secolo, durante la dinastia Tang, nella regione del delta dello Yangtze, e da lì si è diffusa verso ovest e verso sud. Gli alberi raggiunsero le Filippine, Taiwan, il Vietnam settentrionale e Hainan nel XVII secolo. La specie fu introdotta anche in Giappone durante il periodo Edo ed entro il XVIII secolo, si era diffusa in India, nelle isole caraibiche, nella Carolina del Sud e in Georgia negli Stati Uniti tramite la Compagnia delle Indie Orientali. Si trova anche in Sudan e nel sud della Francia.
L'albero si è naturalizzato dalla Carolina del Nord verso sud lungo l'Atlantico e lungo tutta la costa del Golfo del Messico, dove cresce in abbondanza lungo le rive dei fossi e gli argini. Cresce particolarmente bene nei campi aperti e nelle praterie costiere abbandonate, nelle regioni caratterizzate da terreni disturbati (come terreni agricoli abbandonati, banchine di detriti, bordi stradali e foreste danneggiate dalle tempeste) e lungo i margini del bioma delle praterie costiere del Golfo occidentale, formando talvolta monocolture.

## Usi

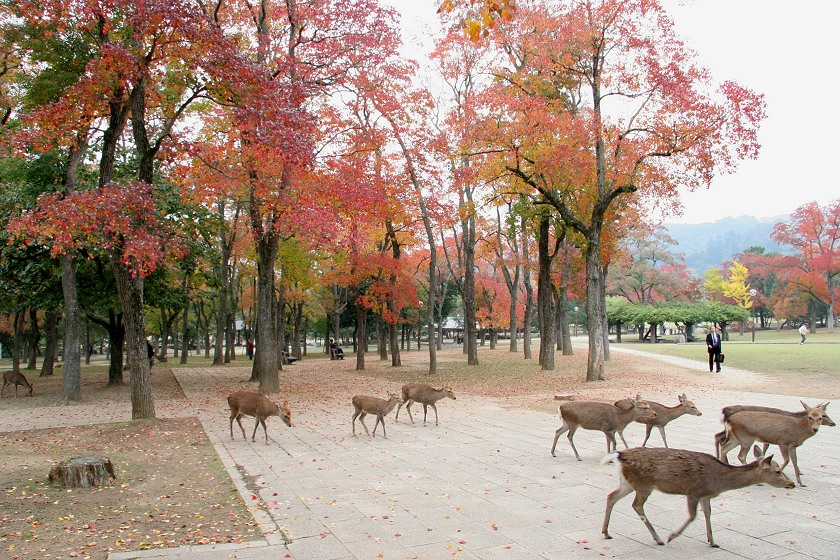
Triadica sebifera in autunno, Giappone

L'arillo bianco e ceroso del seme viene utilizzato nella fabbricazione del sapone. L'olio interno del seme è tossico, ma ha applicazioni industriali.
Il nettare non è tossico ed è diventata una delle principali piante mellifere per gli apicoltori. Il miele è di alta qualità e viene prodotto in abbondanza durante il mese di giugno sulla costa del Golfo del Messico.
L'albero è ornamentale, cresce rapidamente e fornisce ombra. È particolarmente degno di nota se coltivato in aree con forti escursioni termiche stagionali, dove le foglie assumono una moltitudine di colori che rivaleggiano con gli aceri in autunno. Non è esigente per quanto riguarda il tipo di terreno o il drenaggio, ma non cresce in ombra. La specie si è naturalizzata in tutto il Giappone ed è piuttosto resistente. Non dovrebbe essere piantata al di fuori del suo areale nativo a causa delle sue tendenze invasive.

## Specie invasiva
L'albero del sego è una specie alloctona presente in molti luoghi del mondo. La sua introduzione nel Nord America, insieme al danno che provoca agli ecosistemi, rendono l'albero considerato una specie invasiva. Gli alberi di sego presentano un rischio di espansione che può danneggiare gli ecosistemi locali, soppiantando la vegetazione autoctona e creando una monocoltura. La monocoltura riduce la diversità delle specie e la resilienza complessiva dell’area. La natura tenace dell'albero, gli elevati tassi di crescita e l'elevata capacità riproduttiva contribuiscono al suo successo come specie invasiva. Secondo il Dipartimento dell'Agricoltura degli Stati Uniti, gli alberi di sego iniziano a produrre semi vitali già dopo tre anni. Possono diffondersi attraverso polloni e talee e sono rapidi ad invadere dopo che il terreno viene disturbato, come nel caso della bonifica. Un singolo albero di sego può produrre circa 100.000 semi vitali all'anno, che possono rimanere nel terreno per diversi anni prima di germogliare. Un bosco maturo può produrre 4.500 chilogrammi di semi per ettaro all'anno. Questi semi vengono facilmente trasportati in diversi luoghi dagli uccelli e dall'acqua. Gli alberi di sego possono rimanere produttivi per 100 anni. È anche estremamente difficile da uccidere: le sue caratteristiche velenose nelle foglie e nelle bacche lo lasciano con pochi o nessun predatore, e il suo breve periodo di generazione significa che anche gli alberi appena tagliati possono ricrescere rapidamente. Attualmente, gli erbicidi e l'incendio controllato sono gli unici trattamenti efficaci disponibili per contenere e controllare l'albero del sego.
Nella zona di Houston, gli alberi di sego cinese rappresentano il 23 percento di tutti gli alberi, più di qualsiasi altra specie arborea e sono l'unica specie arborea invasiva tra le 14 specie più comuni nella zona. Il Dipartimento dell'agricoltura del Texas elenca il sego cinese come una delle 24 piante più invasive e include il sego cinese in un elenco di piante nocive e invasive la cui vendita, distribuzione o importazione in Texas è illegale. Gli erbivori e gli insetti hanno un comportamento condizionato ed evitano di mangiare le foglie dell'albero, e questo, piuttosto che le tossine della pianta, potrebbe essere una delle ragioni del successo della pianta come pianta invasiva.
In Europa, la specie figura nell'elenco dell'Unione delle specie aliene invasive. Ciò significa che ora è illegale importare o vendere questa pianta nell'Unione Europea.